# Brackenridge Park Golf Course
De Brackenridge Park Golf Course is een golfbaan in de Verenigde Staten en de oudste baan in San Antonio, Texas. Het is een 18 holesbaan met een par van 72 en werd opgericht in 1916. De golfbaanarchitect A. W. Tillinghast ontwierp de baan. In 2008 werd de golfbaan gerenoveerd door John Colligan.

## Golftoernooien
- Texas Open: 1922-1926, 1924-1934, 1939-1940, 1950, 1952-1995 & 1957-1959[5]